# Temporada 2018 del Campeonato Mundial de Superbikes
La temporada 2018 del Campeonato Mundial de Superbikes fue la 31.ª edición del Campeonato del Mundo de Superbikes. Comenzó el 24 de febrero en Circuito de Phillip Island y finalizó el 27 de octubre en el Circuito Internacional de Losail después de 13 rondas y 26 carreras.

## Equipos y pilotos
| Parrilla 2018                       | Parrilla 2018 | Parrilla 2018     | Parrilla 2018 | Parrilla 2018         | Parrilla 2018 |
| Equipo                              | Constructor   | Moto              | No.           | Piloto                | Rondas        |
| ----------------------------------- | ------------- | ----------------- | ------------- | --------------------- | ------------- |
| Kawasaki Racing Team WorldSBK       | Kawasaki      | Kawasaki ZX-10RR  | 1             | Jonathan Rea          | 1–11          |
| Kawasaki Racing Team WorldSBK       | Kawasaki      | Kawasaki ZX-10RR  | 66            | Tom Sykes             | 1–11          |
| Red Bull Honda World Superbike Team | Honda         | Honda CBR1000RR   | 2             | Leon Camier           | 1–3, 6-11     |
| Red Bull Honda World Superbike Team | Honda         | Honda CBR1000RR   | 20            | Jason O'Halloran      | 5             |
| Red Bull Honda World Superbike Team | Honda         | Honda CBR1000RR   | 45            | Jacob Gagne           | 1–11          |
| SPB Racing Team                     | Kawasaki      | Kawasaki ZX-10RR  | 5             | Vladimir Leonov       | 3, 5          |
| Aruba.it Racing – Ducati            | Ducati        | Ducati Panigale R | 7             | Chaz Davies           | 1–11          |
| Aruba.it Racing – Ducati            | Ducati        | Ducati Panigale R | 33            | Marco Melandri        | 1–11          |
| Team Pedercini Racing               | Kawasaki      | Kawasaki ZX-10RR  | 11            | Jérémy Guarnoni       | 11            |
| Team Pedercini Racing               | Kawasaki      | Kawasaki ZX-10RR  | 41            | Luke Mossey           | 6             |
| Team Pedercini Racing               | Kawasaki      | Kawasaki ZX-10RR  | 68            | Yonny Hernández       | 1–5, 7–10     |
| Barni Racing Team                   | Ducati        | Ducati Panigale R | 12            | Javier Forés          | 1–11          |
| Penrite Honda                       | Honda         | Honda CBR1000RR   | 17            | Troy Herfoss          | 1             |
| Aruba.it Racing – Junior Team       | Ducati        | Ducati Panigale R | 21            | Michael Ruben Rinaldi | 3–7, 9–11     |
| Pata Yamaha Official WorldSBK Team  | Yamaha        | Yamaha YZF-R1     | 22            | Alex Lowes            | 1–11          |
| Pata Yamaha Official WorldSBK Team  | Yamaha        | Yamaha YZF-R1     | 60            | Michael van der Mark  | 1–11          |
| Guandalini Racing                   | Yamaha        | Yamaha YZF-R1     | 24            | Alessandro Andreozzi  | 9             |
| Guandalini Racing                   | Yamaha        | Yamaha YZF-R1     | 37            | Ondřej Ježek          | 1–7           |
| Guandalini Racing                   | Yamaha        | Yamaha YZF-R1     | 96            | Jakub Smrž            | 10–11         |
| Guandalini Racing                   | Yamaha        | Yamaha YZF-R1     | 98            | Karel Hanika          | 8             |
| Yamaha Racing Team                  | Yamaha        | Yamaha YZF-R1     | 25            | Daniel Falzon         | 1             |
| Yamaha Racing Team                  | Yamaha        | Yamaha YZF-R1     | 47            | Wayne Maxwell         | 1             |
| Buildbase Suzuki                    | Suzuki        | Suzuki GSX-R1000  | 28            | Bradley Ray           | 6             |
| Milwaukee Aprilia                   | Aprilia       | Aprilia RSV4 RF   | 32            | Lorenzo Savadori      | 2–11          |
| Milwaukee Aprilia                   | Aprilia       | Aprilia RSV4 RF   | 34            | Davide Giugliano      | 3–4           |
| Milwaukee Aprilia                   | Aprilia       | Aprilia RSV4 RF   | 50            | Eugene Laverty        | 1–2, 5–11     |
| Orelac Racing VerdNatura            | Kawasaki      | Kawasaki ZX-10RR  | 36            | Leandro Mercado       | 1–11          |
| Team GoEleven Kawasaki              | Kawasaki      | Kawasaki ZX-10RR  | 40            | Román Ramos           | 1–11          |
| OMG Racing UK                       | Suzuki        | Suzuki GSX-R1000  | 44            | Gino Rea              | 6             |
| Kawasaki Puccetti Racing            | Kawasaki      | ITALIKA ZX-10RR   | 54            | Toprak Razgatlıoğlu   | 1–11          |
| Kawasaki Puccetti Racing            | Kawasaki      | ITALIKA ZX-10RR   | 91            | Leon Haslam           | 5–6           |
| Team WD40                           | Kawasaki      | Kawasaki ZX-10RR  | 55            | Mason Law             | 6             |
| Attack 2Wheel Legal Yamaha          | Yamaha        | Yamaha YZF-R1     | 57            | Josh Herrin           | 8             |
| Gulf Althea BMW Racing Team         | BMW           | BMW S1000RR       | 76            | Loris Baz             | 1–11          |
| MV Agusta Reparto Corse             | MV Agusta     | MV Agusta 1000 F4 | 81            | Jordi Torres          | 1–11          |
| Yamaha Motor Europe                 | Yamaha        | Yamaha YZF-R1     | 94            | Niccolò Canepa        | 6, 9          |
| TripleM Honda World Superbike Team  | Honda         | Honda CBR1000RR   | 99            | Patrick Jacobsen      | 1–11          |
| Dreamteamcompany                    | Aprilia       | Aprilia RSV4 RF   | 121           | Matthieu Lussiana     | 11            |

| Leyenda             | Leyenda |
| ------------------- | ------- |
| Piloto Titular      |         |
| Piloto Invitado     |         |
| Piloto de reemplazo |         |

## Calendario
| Calendario 2018 | Calendario 2018 | Calendario 2018 | Calendario 2018                       | Calendario 2018  | Calendario 2018   | Calendario 2018      | Calendario 2018      | Calendario 2018                    | Calendario 2018 |
| Ronda           | Ronda           | País            | Circuito                              | Fecha            | Superpole         | Vuelta Rápida        | Piloto ganador       | Equipo ganador                     |                 |
| --------------- | --------------- | --------------- | ------------------------------------- | ---------------- | ----------------- | -------------------- | -------------------- | ---------------------------------- | --------------- |
| 1               | R1              | Australia       | Phillip Island Grand Prix Circuit     | 24 de febrero    | Tom Sykes         | Tom Sykes            | Marco Melandri       | Aruba.it Racing – Ducati           |                 |
| 1               | R2              | Australia       | Phillip Island Grand Prix Circuit     | 25 de febrero    |                   | Marco Melandri       | Marco Melandri       | Aruba.it Racing – Ducati           |                 |
| 2               | R1              | Tailandia       | Chang International Circuit           | 24 de marzo      | Jonathan Rea      | Jonathan Rea         | Jonathan Rea         | Kawasaki Racing Team WorldSBK      |                 |
| 2               | R2              | Tailandia       | Chang International Circuit           | 25 de marzo      |                   | Chaz Davies          | Chaz Davies          | Aruba.it Racing – Ducati           |                 |
| 3               | R1              | España          | Motorland Aragón                      | 14 de abril      | Marco Melandri    | Marco Melandri       | Jonathan Rea         | Kawasaki Racing Team WorldSBK      |                 |
| 3               | R2              | España          | Motorland Aragón                      | 15 de abril      |                   | Marco Melandri       | Chaz Davies          | Aruba.it Racing – Ducati           |                 |
| 4               | R1              | Países Bajos    | TT Circuit Assen                      | 21 de abril      | Alex Lowes        | Michael van der Mark | Jonathan Rea         | Kawasaki Racing Team WorldSBK      |                 |
| 4               | R2              | Países Bajos    | TT Circuit Assen                      | 22 de abril      |                   | Tom Sykes            | Tom Sykes            | Kawasaki Racing Team WorldSBK      |                 |
| 5               | R1              | Italia          | Autodromo Enzo e Dino Ferrari         | 12 de mayo       | Jonathan Rea      | Jonathan Rea         | Jonathan Rea         | Kawasaki Racing Team WorldSBK      |                 |
| 5               | R2              | Italia          | Autodromo Enzo e Dino Ferrari         | 13 de mayo       |                   | Jonathan Rea         | Jonathan Rea         | Kawasaki Racing Team WorldSBK      |                 |
| 6               | R1              | Reino Unido     | Donington Park                        | 26 de mayo       | Tom Sykes         | Jonathan Rea         | Michael van der Mark | Pata Yamaha Official WorldSBK Team |                 |
| 6               | R2              | Reino Unido     | Donington Park                        | 27 de mayo       |                   | Jonathan Rea         | Michael van der Mark | Pata Yamaha Official WorldSBK Team |                 |
| 7               | R1              | República Checa | Masaryk Circuit                       | 9 de junio       | Tom Sykes         | Jonathan Rea         | Jonathan Rea         | Kawasaki Racing Team WorldSBK      |                 |
| 7               | R2              | República Checa | Masaryk Circuit                       | 10 de junio      |                   | Marco Melandri       | Alex Lowes           | Pata Yamaha Official WorldSBK Team |                 |
| 8               | R1              | Estados Unidos  | Mazda Raceway Laguna Seca             | 23 de junio      | Chaz Davies       | Chaz Davies          | Jonathan Rea         | Kawasaki Racing Team WorldSBK      |                 |
| 8               | R2              | Estados Unidos  | Mazda Raceway Laguna Seca             | 24 de junio      |                   | Jonathan Rea         | Jonathan Rea         | Kawasaki Racing Team WorldSBK      |                 |
| 9               | R1              | Italia          | Misano World Circuit Marco Simoncelli | 7 de julio       | Tom Sykes         | Jonathan Rea         | Jonathan Rea         | Kawasaki Racing Team WorldSBK      |                 |
| 9               | R2              | Italia          | Misano World Circuit Marco Simoncelli | 8 de julio       |                   | Jonathan Rea         | Jonathan Rea         | Kawasaki Racing Team WorldSBK      |                 |
| 10              | R1              | Portugal        | Algarve International Circuit         | 15 de septiembre | Eugene Laverty    | Jonathan Rea         | Jonathan Rea         | Kawasaki Racing Team WorldSBK      |                 |
| 10              | R2              | Portugal        | Algarve International Circuit         | 16 de septiembre |                   | Marco Melandri       | Jonathan Rea         | Kawasaki Racing Team WorldSBK      |                 |
| 11              | R1              | Francia         | Circuit de Nevers Magny-Cours         | 29 de septiembre | Tom Sykes         | Jonathan Rea         | Jonathan Rea         | Kawasaki Racing Team WorldSBK      |                 |
| 11              | R2              | Francia         | Circuit de Nevers Magny-Cours         | 30 de septiembre |                   | Chaz Davies          | Jonathan Rea         | Kawasaki Racing Team WorldSBK      |                 |
| 12              | R1              | Argentina       | Circuito San Juan Villicum            | 13 de octubre    | Marco Melandri    | Jonathan Rea         | Jonathan Rea         | Kawasaki Racing Team WorldSBK      |                 |
| 12              | R2              | Argentina       | Circuito San Juan Villicum            | 14 de octubre    |                   | Jonathan Rea         | Jonathan Rea         | Kawasaki Racing Team WorldSBK      |                 |
| 13              | R1              | Catar           | Losail International Circuit          | 26 de octubre    | Tom Sykes         | Jonathan Rea         | Jonathan Rea         | Kawasaki Racing Team WorldSBK      |                 |
| 13              | R2              | Catar           | Losail International Circuit          | 27 de octubre    | Carrera cancelada | Carrera cancelada    | Carrera cancelada    | Carrera cancelada                  |                 |

## Resultados

### Campeonato de Pilotos
| Pos. | Piloto                | Moto      | PHI | PHI | CHA | CHA | ARA | ARA | ASS | ASS | IMO | IMO | DON | DON | BRN | BRN | LAG | LAG | MIS | MIS | POR | POR | MAG | MAG | VIL | VIL | LOS | LOS | Ptos. |
| ---- | --------------------- | --------- | --- | --- | --- | --- | --- | --- | --- | --- | --- | --- | --- | --- | --- | --- | --- | --- | --- | --- | --- | --- | --- | --- | --- | --- | --- | --- | ----- |
| 1    | Jonathan Rea          | Kawasaki  | 5   | 2   | 1   | 4   | 1   | 2   | 1   | 2   | 1   | 1   | 2   | 3   | 1   | Ret | 1   | 1   | 1   | 1   | 1   | 1   | 1   | 1   | 1   | 1   | 1   | C   | 545   |
| 2    | Chaz Davies           | Ducati    | 3   | Ret | 3   | 1   | 2   | 1   | 3   | 5   | 4   | 2   | 8   | 5   | 8   | 3   | 2   | 2   | 2   | 4   | 4   | 4   | 5   | 2   | Ret | 4   | 8   | C   | 356   |
| 3    | Michael van der Mark  | Yamaha    | 9   | 7   | 7   | 2   | 5   | 5   | 2   | 3   | 6   | Ret | 1   | 1   | 4   | 2   | 8   | 5   | 4   | 2   | 3   | 2   | 7   | 3   | 8   | 9   | 7   | C   | 333   |
| 4    | Tom Sykes             | Kawasaki  | 2   | 4   | 6   | Ret | 6   | 6   | 4   | 1   | 2   | 3   | 3   | 6   | 3   | 16  | 7   | 8   | 5   | 5   | 5   | 5   | 2   | 4   | 6   | 5   | 2   | C   | 314   |
| 5    | Marco Melandri        | Ducati    | 1   | 1   | 8   | 7   | 4   | 3   | 6   | 7   | 3   | Ret | 22  | 11  | 2   | 15  | 5   | Ret | 7   | 3   | 2   | 3   | 6   | 5   | 2   | 3   | 5   | C   | 297   |
| 6    | Alex Lowes            | Yamaha    | 6   | 5   | 5   | 3   | 7   | 4   | 12  | 14  | 10  | 6   | 4   | 4   | 5   | 1   | 3   | 4   | Ret | 6   | 10  | 11  | 18  | 7   | 7   | 6   | 3   | C   | 248   |
| 7    | Javier Forés          | Ducati    | 4   | 3   | 2   | 5   | 3   | Ret | 5   | 4   | 5   | 4   | Ret | Ret | 14  | 8   | 6   | 6   | 6   | Ret | Ret | 10  | 3   | 8   | 4   | 2   | 13  | C   | 230   |
| 8    | Eugene Laverty        | Aprilia   | 8   | 15  | 9   | Ret |     |     |     |     | 12  | 9   | 6   | Ret | 6   | 4   | 4   | 3   | 3   | 8   | Ret | 7   | 9   | 11  | 5   | Ret | 4   | C   | 158   |
| 9    | Toprak Razgatlıoğlu   | Kawasaki  | 13  | 10  | 15  | 8   | 9   | 9   | 10  | 9   | 11  | 8   | 21  | 2   | 10  | 9   | Ret | DNS | 11  | 12  | 8   | Ret | 8   | 12  | 3   | 7   | 10  | C   | 151   |
| 10   | Lorenzo Savadori      | Aprilia   | DNS | DNS | 12  | 9   | 15  | 10  | 15  | 10  | 8   | Ret | 5   | 7   | 7   | 5   | 14  | Ret | 8   | 7   | Ret | 6   | 4   | 6   | Ret | 8   | 11  | C   | 138   |
| 11   | Loris Baz             | BMW       | 11  | 9   | 11  | 12  | 11  | 15  | 7   | 8   | 13  | 11  | 7   | 10  | 18  | 11  | 15  | 10  | Ret | 9   | 6   | 9   | 10  | 10  | 9   | 11  | 6   | C   | 137   |
| 12   | Leon Camier           | Honda     | 7   | 6   | 4   | 6   | Ret | DNS |     |     | WD  | WD  | 10  | 8   | 9   | 7   | Ret | 13  | 9   | 10  | Ret | 14  | 11  | 9   | 10  | Ret | Ret | C   | 108   |
| 13   | Jordi Torres          | MV Agusta | Ret | 8   | 10  | Ret | Ret | 8   | 9   | 6   | 14  | 5   | 11  | 9   | Ret | Ret | 9   | 7   | 18  | Ret | 7   | 13  | 12  | 14  |     |     |     |     | 98    |
| 14   | Michael Ruben Rinaldi | Ducati    |     |     |     |     | 8   | 7   | Ret | 12  | 7   | 7   | 12  | Ret | 15  | 6   |     |     | 17  | 11  | 9   | 8   | Ret | 13  |     |     |     |     | 77    |
| 15   | Leandro Mercado       | Kawasaki  | 10  | 12  | 13  | Ret | Ret | 13  | 8   | Ret | 15  | 10  | 13  | 12  | 12  | 17  | Ret | 11  | 10  | 17  | 11  | 15  | 14  | 15  | Ret | 12  | 12  | C   | 70    |
| 16   | Román Ramos           | Kawasaki  | 14  | 11  | 14  | 13  | 10  | 11  | 11  | Ret | Ret | 12  | 19  | Ret | 13  | 10  | 12  | 12  | 13  | 15  | 14  | Ret | 15  | 18  | 12  | 13  | 14  | C   | 65    |
| 17   | Jacob Gagne           | Honda     | 12  | 13  | 18  | 14  | 12  | 12  | DNS | DNS | 16  | Ret | 16  | 13  | Ret | 12  | 10  | 9   | 14  | 14  | 13  | 12  | 13  | 16  | Ret | 10  | 9   | C   | 64    |
| 18   | Yonny Hernández       | Kawasaki  | Ret | DNS | 16  | 11  | 14  | 16  | 16  | 15  | 17  | 13  |     |     | 11  | 14  | 11  | 15  | Ret | 16  | 12  | 16  |     |     |     |     |     |     | 28    |
| 19   | P. J. Jacobsen        | Honda     | 16  | 14  | 17  | 10  | 16  | 14  | 14  | 13  | Ret | 14  | 15  | 16  | 16  | 13  | Ret | Ret | 16  | Ret | Ret | 17  | 16  | 17  |     |     |     |     | 21    |
| 20   | Leon Haslam           | Kawasaki  |     |     |     |     |     |     |     |     | 9   | 16  | 9   | Ret |     |     |     |     |     |     |     |     |     |     |     |     |     |     | 14    |
| 21   | Davide Giugliano      | Aprilia   |     |     |     |     | 13  | 18  | 13  | 11  |     |     |     |     |     |     |     |     |     |     |     |     |     |     |     |     |     |     | 11    |
| 22   | Niccolò Canepa        | Yamaha    |     |     |     |     |     |     |     |     |     |     | 20  | 18  |     |     |     |     | 12  | 13  |     |     |     |     |     |     |     |     | 7     |
| 23   | Florian Marino        | Honda     |     |     |     |     |     |     |     |     |     |     |     |     |     |     |     |     |     |     |     |     |     |     | 11  | Ret |     |     | 5     |
| 24   | Karel Hanika          | Yamaha    |     |     |     |     |     |     |     |     |     |     |     |     |     |     | 13  | 14  |     |     |     |     |     |     |     |     |     |     | 5     |
| 25   | Gabriele Ruiu         | Kawasaki  |     |     |     |     |     |     |     |     |     |     |     |     |     |     |     |     |     |     |     |     |     |     | 14  | 14  | 15  | C   | 5     |
| 26   | Maximilian Scheib     | MV Agusta |     |     |     |     |     |     |     |     |     |     |     |     |     |     |     |     |     |     |     |     |     |     | 13  | Ret | Ret | C   | 3     |
| 27   | Bradley Ray           | Suzuki    |     |     |     |     |     |     |     |     |     |     | 14  | 15  |     |     |     |     |     |     |     |     |     |     |     |     |     |     | 3     |
| 28   | Luke Mossey           | Kawasaki  |     |     |     |     |     |     |     |     |     |     | 17  | 14  |     |     |     |     |     |     |     |     |     |     |     |     |     |     | 2     |
| 29   | Ondřej Ježek          | Yamaha    | 15  | Ret | Ret | DSQ | DSQ | DSQ | DSQ | DSQ | 18  | 15  | 18  | 17  | 17  | 18  |     |     |     |     |     |     |     |     |     |     |     |     | 2     |
| 30   | Alessandro Andreozzi  | Yamaha    |     |     |     |     |     |     |     |     |     |     |     |     |     |     |     |     | 15  | Ret |     |     |     |     |     |     |     |     | 1     |
|      | Josh Herrin           | Yamaha    |     |     |     |     |     |     |     |     |     |     |     |     |     |     | Ret | 16  |     |     |     |     |     |     |     |     |     |     | 0     |
|      | Jérémy Guarnoni       | Kawasaki  |     |     |     |     |     |     |     |     |     |     |     |     |     |     |     |     |     |     |     |     | 17  | 19  |     |     |     |     | 0     |
|      | Vladimir Leonov       | Kawasaki  |     |     |     |     | DNS | 17  |     |     | Ret | Ret |     |     |     |     |     |     |     |     |     |     |     |     |     |     |     |     | 0     |
|      | Gino Rea              | Suzuki    |     |     |     |     |     |     |     |     |     |     | 23  | 19  |     |     |     |     |     |     |     |     |     |     |     |     |     |     | 0     |
|      | Daniel Falzon         | Yamaha    | Ret | DSQ |     |     |     |     |     |     |     |     |     |     |     |     |     |     |     |     |     |     |     |     |     |     |     |     | 0     |
|      | Jakub Smrž            | Yamaha    |     |     |     |     |     |     |     |     |     |     |     |     |     |     |     |     |     |     | Ret | Ret | Ret | Ret | Ret | Ret | DNS | C   | 0     |
|      | Matthieu Lussiana     | Aprilia   |     |     |     |     |     |     |     |     |     |     |     |     |     |     |     |     |     |     |     |     | Ret | Ret |     |     |     |     | 0     |
|      | Mason Law             | Kawasaki  |     |     |     |     |     |     |     |     |     |     | Ret | Ret |     |     |     |     |     |     |     |     |     |     |     |     |     |     | 0     |
|      | Jason O'Halloran      | Honda     |     |     |     |     |     |     |     |     | Ret | DNS |     |     |     |     |     |     |     |     |     |     |     |     |     |     |     |     | 0     |
|      | Troy Herfoss          | Honda     | Ret | DNS |     |     |     |     |     |     |     |     |     |     |     |     |     |     |     |     |     |     |     |     |     |     |     |     | 0     |
|      | Wayne Maxwell         | Yamaha    | Ret | DNS |     |     |     |     |     |     |     |     |     |     |     |     |     |     |     |     |     |     |     |     |     |     |     |     | 0     |
| Pos. | Piloto                | Moto      | PHI | PHI | CHA | CHA | ARA | ARA | ASS | ASS | IMO | IMO | DON | DON | BRN | BRN | LAG | LAG | MIS | MIS | POR | POR | MAG | MAG | VIL | VIL | LOS | LOS | Ptos. |

| Color     | Resultado                                                               |
| --------- | ----------------------------------------------------------------------- |
| Oro       | Ganador                                                                 |
| Plata     | 2.ª plaza                                                               |
| Bronce    | 3.ª plaza                                                               |
| Verde     | Finalizó en los puntos                                                  |
| Azul      | Finalizó sin puntos                                                     |
| Azul      | NC - No clasificado                                                     |
| Violeta   | Ret - No terminó (Carrera)                                              |
| Rojo      | DNQ - No se clasificó                                                   |
| Negro     | DSQ - Descalificado                                                     |
| Blanco    | DNS - No empezó (carrera)                                               |
| Blanco    | WD - Retirado (fin de semana)                                           |
| Blanco    | C - Carrera cancelada                                                   |
| Sin color | DNP - Inscrito pero no participó                                        |
| Sin color | INJ - Lesionado                                                         |
| Sin color | EX - Excluido                                                           |
| Estado    | Resultado                                                               |
| Negrita   | Pole position                                                           |
| Cursiva   | Vuelta rápida                                                           |
| †         | Abandona, pero clasifica al completar el porcentaje requerido para ello |

### Campeonato de Constructores
| Pos. | Constructor | PHI | PHI | CHA | CHA | ARA | ARA | ASS | ASS | IMO | IMO | DON | DON | BRN | BRN | LAG | LAG | MIS | MIS | POR | POR | MAG | MAG | VIL | VIL | LOS | LOS | Ptos. |
| ---- | ----------- | --- | --- | --- | --- | --- | --- | --- | --- | --- | --- | --- | --- | --- | --- | --- | --- | --- | --- | --- | --- | --- | --- | --- | --- | --- | --- | ----- |
| 1    | Kawasaki    | 2   | 2   | 1   | 4   | 1   | 2   | 1   | 1   | 1   | 1   | 2   | 2   | 1   | 9   | 1   | 1   | 1   | 1   | 1   | 1   | 1   | 1   | 1   | 1   | 1   | C   | 570   |
| 2    | Ducati      | 1   | 1   | 2   | 1   | 2   | 1   | 3   | 4   | 3   | 2   | 8   | 5   | 2   | 3   | 2   | 2   | 2   | 3   | 2   | 3   | 3   | 2   | 2   | 2   | 5   | C   | 459   |
| 3    | Yamaha      | 6   | 5   | 5   | 2   | 5   | 4   | 2   | 3   | 6   | 6   | 1   | 1   | 4   | 1   | 3   | 4   | 4   | 2   | 3   | 2   | 7   | 3   | 7   | 6   | 3   | C   | 378   |
| 4    | Aprilia     | 8   | 15  | 9   | 9   | 13  | 10  | 13  | 10  | 8   | 9   | 5   | 7   | 6   | 4   | 4   | 3   | 3   | 7   | Ret | 6   | 4   | 6   | 5   | 8   | 4   | C   | 218   |
| 5    | Honda       | 7   | 6   | 4   | 6   | 12  | 12  | 14  | 13  | 16  | 14  | 10  | 8   | 9   | 7   | 10  | 9   | 9   | 10  | 13  | 12  | 11  | 9   | 10  | 10  | 9   | C   | 151   |
| 6    | BMW         | 11  | 9   | 11  | 12  | 11  | 15  | 7   | 8   | 13  | 11  | 7   | 10  | 18  | 11  | 15  | 10  | Ret | 9   | 6   | 9   | 10  | 10  | 9   | 11  | 6   | C   | 137   |
| 7    | MV Agusta   | Ret | 8   | 10  | Ret | Ret | 8   | 9   | 6   | 14  | 5   | 11  | 9   | Ret | Ret | 9   | 7   | 18  | Ret | 7   | 13  | 12  | 14  | 13  | Ret | Ret | C   | 101   |
| 8    | Suzuki      |     |     |     |     |     |     |     |     |     |     | 14  | 15  |     |     |     |     |     |     |     |     |     |     |     |     |     |     | 3     |
| Pos. | Constructor | PHI | PHI | CHA | CHA | ARA | ARA | ASS | ASS | IMO | IMO | DON | DON | BRN | BRN | LAG | LAG | MIS | MIS | POR | POR | MAG | MAG | VIL | VIL | LOS | LOS | Ptos. |